# Cremeaugenbülbül
Der Cremeaugenbülbül (Pycnonotus pseudosimplex) ist eine Vogelart aus der Familie der Bülbüls (Pycnonotidae). Er ist auf Borneo endemisch. Obwohl der schwedische Forscher Carl Lumholtz bereits 1914 das erste Exemplar sammelte, galt das Taxon lange als Farbmorphe des Weißaugenbülbüls (Pycnonotus simplex), bis die Sammlung neuer Exemplare durch den US-amerikanischen Ornithologen Frederick H. Sheldon im Jahr 2013 und eine Genanalyse die Erkenntnis brachte, dass es sich um eine neue Art handelt. Die wissenschaftliche Erstbeschreibung erfolgte im Jahr 2019.

## Merkmale
Die Körperlänge beträgt ungefähr 18 cm. Die Flügellänge (gemessen vom Flügelbug) beträgt 69 bis 77 mm, die Schwanzlänge 62,8 bis 76,9 mm, die Schnabellänge (von den Nasenlöchern bis zur Spitze) 8,4 bis 9,4 mm, die Schnabelbreite (an den Nasenlöchern) 3,1 bis 4,3 mm, die Schnabelhöhe (an den Nasenlöchern) 3,5 bis 4,3 mm. Die Lauflänge beträgt 16,2 bis 21,6 mm. Das Gewicht beträgt 12,4 bis 21,2 g. Die Geschlechter ähneln sich. Oberkopf, Nacken und Rücken sind einheitlich olivbraun, am Bürzel und an den Oberschwanzdecken gelber werdend. Der Schwanz ist dunkelbraun. Die Wangen ähnlich wie der Oberkopf gefärbt, mit helleren Schaftstreifen im Gefieder. Die Kehle ist hellgelb. Die Brust ist etwas dunkler als die Kehle mit dunkleren olivbraunen, undeutlichen Stricheln. Die Flankenfedern sind oliv, die Unterschwanzfedern cremefarben. Die Flügelfärbung ähnelt der Schwanzfärbung, weist aber olivgelbe Ränder auf. Der Schnabel ist schwarz. Die Iris ist hellgelb, cremegelb, strohfarben oder cremedunkelgelb. Die Beine und Füße sind dunkelbraun.

## Stimme
Bislang sind keine stimmlichen Unterschiede zwischen dem Cremeaugenbülbül und dem Weißaugenbülbül bekannt, da bisher offenbar noch keine Tonaufnahmen des Weißaugenbülbüls und keine Aufzeichnungen über die Irisfarbe der betreffenden Vögel vorliegen. Es wurde jedoch die Vermutung geäußert, dass alle bräunlichen Bülbüls auf Borneo ähnliche Gesänge haben, die (für das menschliche Ohr) nicht wesentlich unterscheidbar sind, sodass die Augenfarbe das wichtigste Merkmal für die Artenerkennung bei diesen Arten sein könnte.

## Systematik und Nomenklatur
Der Weißaugenbülbül galt ursprünglich als polymorph in der Irisfarbe, das heißt er hatte entweder eine rote oder weiße (cremegelbe) Iris. Mitochondriale-DNA-Sequenzvergleiche zeigten jedoch, dass weiß- und rotäugige Bülbüls nicht eng miteinander verwandt sind. Stattdessen sind die weißäugigen Vögel ein Schwestertaxon des Graustirnbülbüls (P. cinereifrons) von der Insel Palawan im Südwesten der Philippinen und der Rotaugenbülbül (P. brunneus) mit dem Weißaugenbülbül von der thailändisch-malaiischen Halbinsel verwandt. 2019 wurde die weißäugige Population auf Borneo als eigenständige Art Pycnonotus pseudosimplex beschrieben.
Seit seiner Entdeckung durch Carl Lumholtz wurde der Cremeaugenbülbül mit dem Weißaugenbülbül verwechselt. Er sammelte das erste weißäugige Exemplar 1914 in Boeloengan am Batang Kayan in Ost-Kalimantan, Niederländisch-Indien. Abgesehen von der Augenfarbe sind die beiden Arten fast nicht zu unterscheiden; darauf bezieht das Artepitheton pseudosimplex. Der Trivialname Cremeaugenbülbül bezieht sich auf das Hauptmerkmal der Art.

## Verbreitungsgebiet
Bestätigte Beobachtungen gibt es aus Sarawak, Sabah und dem nordöstlichen Kalimantan. Wahrscheinlich könnte er weiter verbreitet sein.

## Lebensraum
Über den Lebensraum ist aufgrund früherer Verwechslungen mit dem Weißaugenbülbül nur wenig bekannt. Die beiden Arten scheinen im Innern und am Rande ausgewachsener Wälder sympatrisch zu sein. Bisher wurde der Cremeaugenbülbüle in der Nähe des Randes von reifen Dipterocarp-Wäldern mit gutem Boden bis 500 m Höhe und in Kerangas-Wäldern näher am Meeresspiegel nachgewiesen.

## Nahrungsverhalten
Es liegen offenbar keine Daten über das Nahrungsverhalten der Art vor, obwohl es möglicherweise dem des Weißaugenbülbüls ähnelt.

## Fortpflanzungsverhalten
Über das Fortpflanzungsverhalten liegen keine Informationen vor, obwohl es möglich ist, dass sich zumindest einige veröffentlichte Daten, von denen man annimmt, dass sie den Weißaugenbülbül betreffen, sich in Wirklichkeit auf den Cremenaugenbülbül beziehen.

## Status
Der Cremeaugenbülbül ist vermutlich deutlich weniger zahlreich als der Weißaugenbülbül. Es gibt keine Populationsschätzungen, jedoch wird davon ausgegangen, dass die Art rückläufig ist. Das Verbreitungsgebiet des Cremeaugenbülbüls wird vorläufig auf 112.000 km² geschätzt. Somit nähert sich die Art nicht den Schwellenwert für die Kategorie „gefährdet“ (vulnerable) im Sinne des Kriteriums der Verbreitungsgebietsgröße von weniger als 20.000 km² in Verbindung mit einer abnehmenden oder schwankenden Verbreitungsgebietsgröße, Habitatausdehnung/-qualität oder Populationsgröße und einer geringen Anzahl von Standorten oder starker Fragmentierung. Obwohl die Populationstendenz offenbar rückläufig ist, wird der Rückgang nicht als schnell genug angesehen, um sich den Schwellenwerten für „gefährdet“ im Sinne des Kriteriums der Populationstendenz zu nähern (mehr als 30 % Rückgang über zehn Jahre oder drei Generationen), und die Populationsgröße wird nicht als gefährdet im Sinne des Kriteriums der Populationsgröße angesehen (mehr als 10.000 geschlechtsreife Individuen mit einem anhaltenden Rückgang von schätzungsweise mehr als 10 % in zehn Jahren oder drei Generationen oder mit einer bestimmten Populationsstruktur). Aus diesen Gründen wird die Art in der IUCN Red List als „nicht gefährdet“ (least concern) klassifiziert. Der Cremeaugenbülbül ist aus dem Lambir Hills National Park, einem Naturschutzgebiet in Sarawak, bekannt.